# Fredrik den stores flöjtkonsert i Sanssouci
Fredrik den stores flöjtkonsert i Sanssouci (tyska: Flötenkonzert Friedrichs des Großen in Sanssouci) är en oljemålning av den tyske konstnären Adolph von Menzel. Den målades 1850–1852 och ingår sedan 1875 i Alte Nationalgaleries samlingar i Berlin. 
Som historiemålare och bokillustratör skildrade Menzel med kulturhistorisk noggrannhet Fredrik den store och sällskapslivet på slottet Sanssouci utanför Berlin, ett högt uppskattat motiv i dåtidens Preussen. Han intresserade sig mindre för historiska hjältedåd än för kungen som personlighet. 

## Porträtterade
I Fredrik den stores flöjtkonsert i Sanssouci avbildas en rad kända personligheter från 1700-talets Preussen, från vänster: 
- Jakob Friedrich von Bielfeld, författare och statsman (stående bakom von Gotter)
- Gustav Adolf von Gotter, diplomat (i förgrunden)
- Pierre Louis Maupertuis, fransk vetenskapsman (blicken riktad mot taket)
- hovdam
- Anna Amalia av Preussen, kungens syster och kompositör
- Carl Heinrich Graun, tonsättare (bakom prinsessorna)
- Wilhelmine av Preussen, kungens syster
- kungen
- Sophie Caroline von Camas (äldre dam i bakgrunden)
- Egmont von Chasôt, officer, kungens vän (bakgrunden)
- Carl Philipp Emanuel Bach, kompositör (sittande vid cembalon)
- tre okända orkestermedlemmar
- Franz Benda, kompositör (svartklädd violinist till höger)
- Johann Joachim Quantz, tonsättare och kungens flöjtlärare (stående längst till höger)

## Andra verk av Menzel som porträtterar Fredrik den store

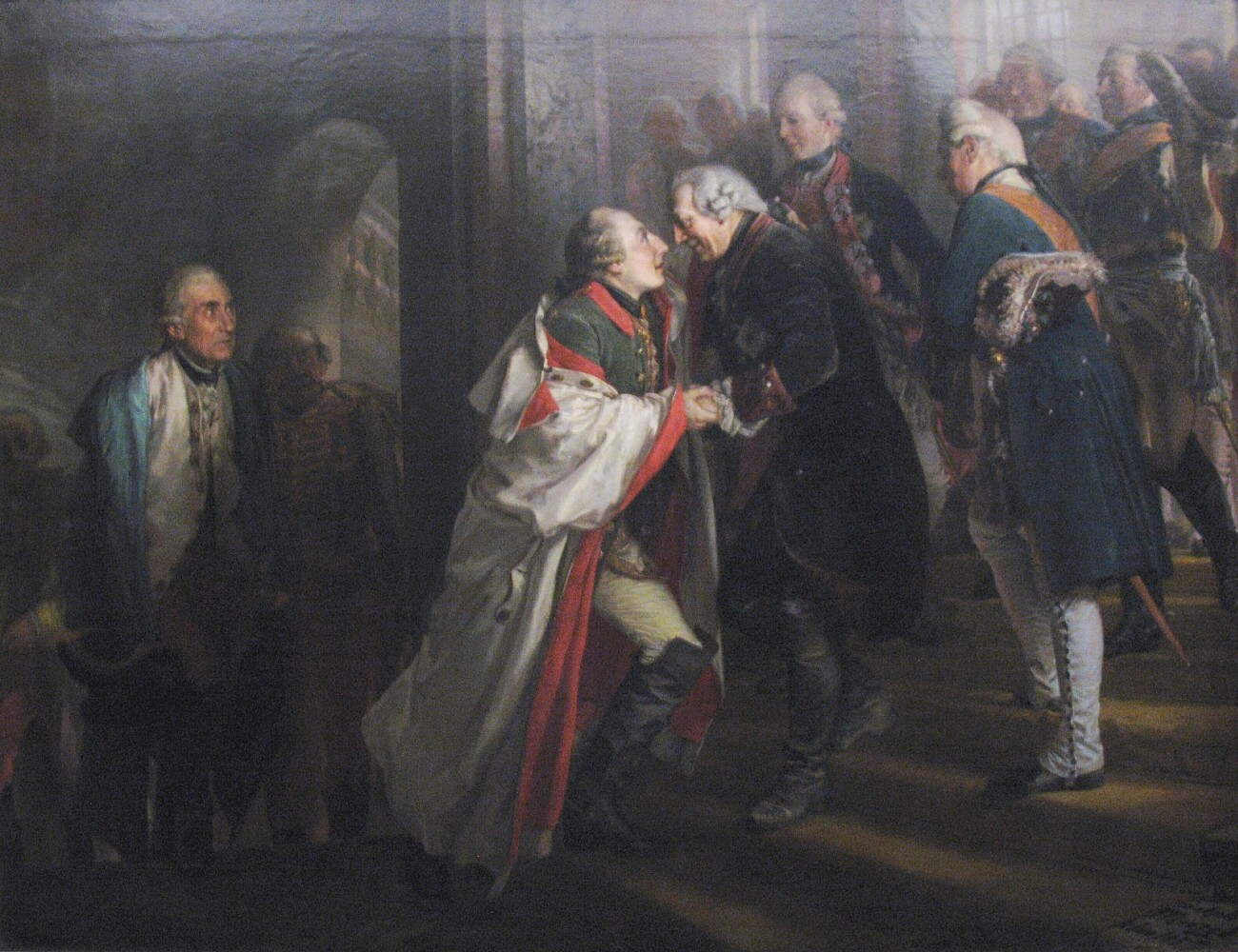
Möte mellan Fredrik II och kejsar Josef II i Neisse 1769 (1855–1857), Alte Nationalgalerie
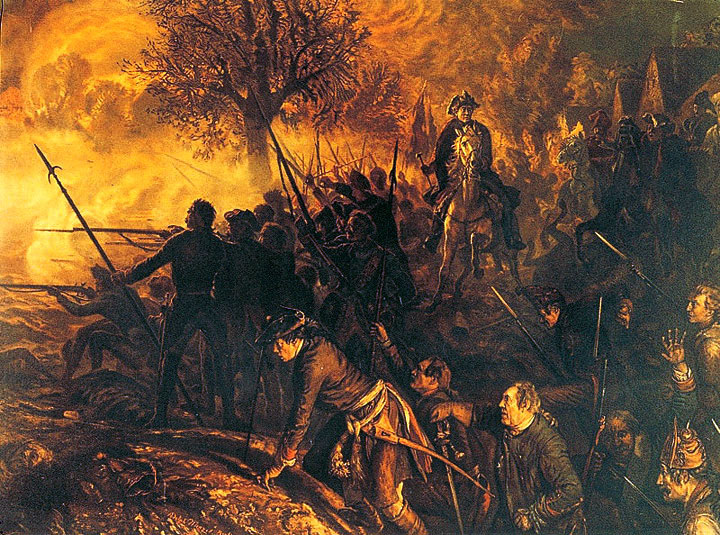
Friedrich II. und die Seinen bei Hochkirch (1856), försvunnen under andra världskriget.
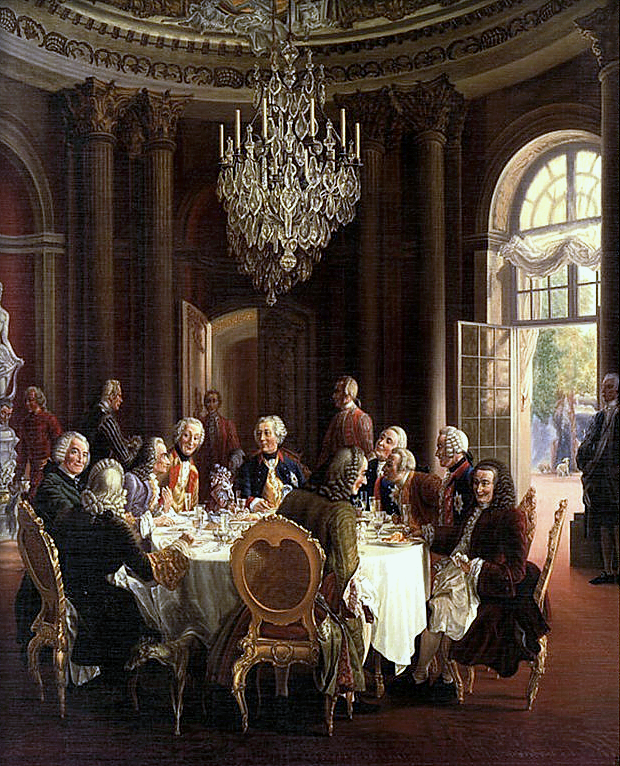
König Friedrichs II. Tafelrunde in Sanssouci (1850), förstörd under andra världskriget.